# Søren Damm
 Der er for få eller ingen kildehenvisninger i denne artikel, hvilket er et problem. Du kan hjælpe ved at angive troværdige kilder til de påstande, som fremføres i artiklen.

Søren Damm (født 1973) er en dansk forfatter, sangskriver og musiker. Søren er bror til Mogens Damm. 

## Forfatterkarriere

### Forfatterdebut
Søren Damm debuterede som 21-årig i 1994 med den prisbelønnede roman Transit på forlaget Centrum. Romanen blev udsolgt på kort tid  og er med årene blevet et sikkert hit i gymnasieskolen, hvor den stadig indgår i pensum og bliver brugt i eksaminer. 

### Opfølgning
I 1996 udkom romanen Melodrama – også på Forlaget Centrum. Romanen, der er baseret på et filmmanuskript skrevet af Søren Damm og Erik Piers, fik fremragende anmeldelser, men nåede aldrig de salgstal, som debutromanen nåede. I 1996 skrev Søren Damm manuskriptet til og instruerede selv kortfilmen Punktum, der er blevet vist på både DR2 og svensk TV2. Han lavede desuden sammen med Araneum og chefdesigneren Toke Nygaard (nu Zendesk) forfatterhjemmesiden, The Most Famous Writer, som i 1998 vandt branchens fornemmeste pris.

### Den tredje mening
Det var Damms store vision at skrive den store samtidsroman, og i tre år arbejdede han på en stort anlagt samfundskritisk thriller, der tog udgangspunkt i mordet på venstrefløjsaktivisten, Henrik Christensen, som blev dræbt af en bombe på Internationale Socialisters kontor i 1992. Med andre ord en politisk intrige af rang, der trak spor helt op i toppen af Politiets Efterretningstjeneste og havde såvel lede nazister og liderlige kvinder på rollelisten. 
Men romanen med titlen Den Tredje Mening blev aldrig antaget hos et forlag. Den manglede efter sigende "troværdighed i persontegningen" og var "krampagtig"[kilde mangler]. Damms eget forlag, Centrum, afslog og andre forlag takkede også nej.

### Problemerne letter
I lang tid havde Søren Damm store problemer med at få sine historier optaget hos forlag og der forekom derfor en lang pause i udgivelser fra hans side, hvor han bl.a. skiftede forlag til Samleren (i dag Gyldendal). Herefter udkom romanen Finland i 2006, der igen fik de store superlativer frem hos anmelderne.   

## Musikerkarriere (2013 - 20??)
Søren Damm debuterede i december 2013 som musiker og sangskriver med pladen Sol for en Blind. Første single fra pladen var sangen Gustaf Munch-Petersen' . Sol for en Blind indeholdte 11 sange med digte af digteren og forfatteren Tom Kristensen - og udkom med familiens accept. Pladen udkom på indieselskabet Innersleeve Records. 
Pladen indeholdt følgende sange:
1. I et tomt Værelse
2. Den Blinde
3. Gustaf Munch-Petersen
4. Ateisten
5. Gangspilsvise
6. Græs
7. En rød Tulipan
8. Ringen
9. Diminuendo
10. Angst
11. Hinsides

Sørens 2. album, Det Bliver Så Tidligt Sent så dagens lys d. 30. oktober 2020. Albummet indeholder 11 sange med tekst og musik af Damm selv.  Dog er tektsten til sangen "Etnonational" skrevet af Jens Keis Kristensen. Albummet er produceret af Jesper Andersen, kendt fra Tuco Brothers, Tuco & Top og Gravens Rand. Første single fra albummet var Soning som fik airplay på P5 og en lang række lokalradioer og rundende i 2022 mere end 30.000 afspilninger alene på Spotify.. I forbindelse med albummet optrådte Søren Damm med band til en udsolgt koncert på spillestedet Drop In i København d. 30. oktober 2020. 
Pladen indeholder følgende sange:
1. Det Bliver Så Tidligt Sent
2. Brønshøj Torv
3. Told
4. Soning
5. Hvor Går Vi Hen?
6. Damokles´ Sværd
7. Jeriko
8. Kærlighedssang
9. Idealisten
10. Etnonational
11. Lavt Blus

Søren 3. album Håbet Er Den Største Last udkom den 9. maj 2025 på vinyl og streaming til rigtig gode anmeldelser blandt andet i Gaffa, GFR, og Capac .  Albummet indeholder denne gang 8 sange med tekst og musik af Damm selv. Dog suppleret af Peter Forsberg og Nils Brander Lenskjold på et nummer og Jesper "Tuco" Andersen på 2 andre sange. Albummet er igen produceret af Jesper "Tuco" Andersen, kendt fra Tuco Brothers, Tuco & Top og Gravens Rand med support fra Peter Forsberg, som producerede nummeret Hemingway i Husum og desuden stod for teknik og indspilning af hele albummet.
Kompositionerne  på Håbet er mere ambitiøse og varierede end på forgængerne, og der er fx åbnet for varme kvindekor, legende jazzstykker, smukke saxofoner og pulserende elektroniske beats, synzs og samplinger. Albummet har gæsteoptrædener af saxofonist Kasper Wagner fra Thorbjørn Risager & The Black Tornados, Jeg Er Jeanette og flamenco-guitarist Jesper Jordan. I Damms band medvirker Jesper Andersen, Nils Brander Lenskjold, Christina Damm, samt Ulrik Corlin og Anders Blomquist fra Homesick Hank..  Albummet blev præsenteret live til en udsolgt koncert på Frederiksberg Country Club den 10. maj 2025.
Første single Ingen Går Alene kom 21 marts 2025 og røg direkte i airplay for mere end 20 radiostationer. 25. april fulgte anden single Den Hvide Støj som også fik airplay og som med sin synthlyd røg direkte ind på kuraterede streamings-playlister fra Sverige til Brasilien. Med til de to singler og til sangen Aftenlands Alle følger musikvideoer lavet af Stefan Frederiksen, Søren Rønholt og Bodil -vindende instruktør P.S. Fog.
Albummet indeholder følgende sange:
1. Det ligner en last
2. Hemingway i Husum
3. Ingen går alene
4. Der går min skygge
5. Aftenlands Allé
6. Verden i vater
7. Den hvide støj
8. Bag Mayas slør